# Незабвенная (фильм)
«Незабвенная» (англ. The Loved One) — чёрная комедия Тони Ричардсона, вышедшая на экраны в 1965 году. Экранизация одноимённой повести (англ.) Ивлина Во.

## Сюжет
Молодой британец Деннис Барлоу приезжает в США к своему дяде Фрэнсису Хинзли, работающему на киностудии. Деннис устраивается в ритуальную контору для животных «Угодья лучшего мира». Когда его дядю увольняют с работы и тот кончает жизнь самоубийством, Деннису приходится отправиться в «Шелестящий дол», элитное похоронное бюро для богатых клиентов. Там он знакомится с молодой косметичкой Эме Танатогенос. Он решает произвести на неё впечатление изысканной британской поэзией, выдавая её за своё творчество. Однако восхищённая Эме мечется между молодым англичанином и не менее привлекательным мистером Джобоем, бальзамировщиком. Любовный треугольник трагически распадается после самоубийства Эме, тело которой найдёт упокоение в экзотическом месте — в космосе.

## В ролях
- Роберт Морс — Деннис Барлоу
- Анжанетт Комер — Эйми Танатогенос
- Род Стайгер — мистер Джобой
- Джон Гилгуд — Фрэнсис Хинзли
- Роберт Морли — сэр Амброуз Эмберкромби
- Джонатан Уинтерс — Гени Гленворси / Уилбур Гленворси
- Таб Хантер — экскурсовод
- Джеймс Коберн — сотрудник иммиграционной службы
- Маргарет Лейтон — миссис Хелен Кентон
- Либераче — мистер Старкер
- Родди МакДауэлл — Д. Дж. младший
- Барбара Николс — Сэди Блоджетт
- Лайонел Стандер — Гуру Брамин
- Роберт Истон[англ.] — Дасти Акров
- Эйллин Гиббонс — мать Джобоя
- Пол Уильямс — Гюнтер Фрай
- Алан Нейпир[англ.] — официальный представитель английского клуба
- Джой Хармон[англ.] — мисс Бенсон
- Джейми Фарр — официант в английском клубе
- Клэр Келли — хозяйка похоронного бюро «Шелестящий дол»
- Хэнк Уорден — мужчина на деревенском фото (в титрах не указан)

## Производство
Фильм был снят в Лос-Анджелесе и его окрестностях — в Голливуде, на Голливудских холмах, в Беверли-Хиллз, международном аэропорту Лос-Анджелеса и Бербанке. Мемориальный парк Форест-Лаун в Глендейле стал "Шелестящим долом", а основные экстерьерные и интерьерные сцены прошли в усадьбе Грейстон Мэншен. 

## Восприятие
На сайте Rotten Tomatoes фильм получил рейтинг 53%, что основано на 15 рецензиях критиков, со средней оценкой 5,9 из 10 . 
Род Стейгер получил премию Сант Джорди за лучшую мужскую роль в иностранном фильме.